# Petri Vehanen
Petri Vehanen (* 9. října 1977, Rauma) je bývalý finský hokejový brankář, který naposledy hrál za Eisbären Berlin v německé DEL.

## Hokejová kariéra

### SM-liiga
Vehanenova kariéra začala v týmu Lukko Rauma, nacházející se v jeho rodném městě. Po sezóně 2007/08 se jako brankářská jednička týmu Lukka připojil k finské hokejové reprezentaci.
Také hrál za týmy Jääkotkat a FoPS.

### Kariéra skrz Evropou
V Evropě hrál za ruský CHK Neftěchimik Nižněkamsk, norský Viking Hockey, kde byl vyhlášen jako nejlepší brankář ligy v sezóně 1998-99, italský HC Val Pusteria Wolves a švédskou Moru IK. Později také působil v klubu Ak Bars Kazaň, kterému v roce 2010 pomohl k triumfu v Kontinentální hokejové lize. Hrál také pro klub HC Lev Praha, kde zůstal dokud klub nebyl zrušen. Před ročníkem 2014/15 přestoupil do Eisbären Berlin, kde ukončil po sezóně 2017/18 kariéru.

### Mezinárodní soutěže
Prvním velkým mezinárodním turnajem bylo pro něj Mistrovství světa 2008, kde pomohl v zápase s Norskem k výhře 3:2 v prodloužení. Zúčastnil se i MS 2010 a MS 2011.